# Live in a World Full of Hate
Live in a World Full of Hate è il primo album dal vivo del gruppo hardcore punk statunitense Sick of It All, pubblicato nel 1995 dalla Lost & Found Records.

## Tracce
1. Injustice System – 2:34
2. It's Clobberin Time – 0:47
3. Violent Generation – 1:46
4. Alone – 1:58
5. The Pain Strikes – 3:12
6. Shut Me Out – 2:26
7. Pushed Too Far – 0:56
8. Friends Like You – 1:21
9. Locomotive – 2:50
10. World Full of Hate – 2:26
11. Just Look Around – 2:48
12. What's Going On – 2:08
13. Give Respect – 1:24
14. Disillusion – 2:09
15. No Labels – 0:55
16. Pete's Sake – 0:50
17. GI-Joe Head Stomp – 1:22
18. We Want the Truth – 2:32
19. The Blood and the Sweat – 1:43
20. The Shield – 2:45
21. We Stand Alone – 2:40
22. Indust – 2:36
23. My Life – 0:49
24. Betray – 2:53

## Formazione
- Lou Koller - voce
- Pete Koller - chitarra
- Craig Setari - basso
- Armand Majidi - batteria